# Édouard Thiers
Pour les articles homonymes, voir Thiers (homonymie).
Édouard Thiers, né le 15 mai 1843 à Saint-Saulge (Nièvre), mort de la tuberculose le 8 février 1890 à Levallois-Perret (Hauts-de-Seine) est un député français.

## Biographie
Polytechnicien promotion 1863. Capitaine du génie, il est affecté à Belfort en février 1870, sous le commandement du colonel Pierre Philippe Denfert-Rochereau. Il achève la construction des forts des Barres et de Bellevue et fortifie le côté ouest de la ville.
Lors du siège de Belfort en 1870-1871, il dirige en particulier le dynamitage du viaduc ferroviaire de Dannemarie (Haut-Rhin) le 1er novembre 1870, puis commande la redoute de Bellevue ; son audace et sa pugnacité lui vaudront le surnom de lion de Bellevue.
Il est nommé chevalier de la Légion d'honneur le 18 avril 1871.
Après la guerre, il rédige un récit du siège de Belfort avec le capitaine d'artillerie Philippe Sosthène de Fornel de La Laurencie (1843-1921) qui dirigeait l'artillerie du château.
Il est élu conseiller général à Lyon, puis député "gauche radicale" du Rhône, élu en 1885, réélu en 1889.
Il participe également à la construction du port de Veracruz au Mexique, ce pays n'ayant plus de grand port sur le golfe après la perte du Texas (guerre américano-mexicaine 1846-1848).
Inhumé au cimetière du Montparnasse de Paris, étant sans descendance, personne ne s'occupe de sa tombe, dont la concession est reprise par la ville de Paris en 2002 : ses ossements sont alors rassemblés dans une boite à ossements déposée à l'ossuaire du cimetière du Père-Lachaise. En janvier 2021, une pétition a été lancée pour que ses restes soient transférés au cimetière des mobiles de Belfort.
Il n'a pas de lien de parenté connu avec Adolphe Thiers.

## Hommages
Son buste en bronze a été financé par souscription publique, à l'initiative de son ami Antoine Lumière et inauguré le 29 octobre 1893, place Raspail à Lyon. Dû au sculpteur Pierre Devaux, il avait été placé en symétrie du monument consacré à Raspail, regards tournés vers l'est. Les deux sculptures ont été fondues durant l'Occupation, en 1942.
En 1896, l'Ouvrage de la côte-d'Essert (90), terminé en 1892, est baptisé batterie Édouard Thiers.
L'avenue Thiers, dans le 6e arrondissement de Lyon, est nommée en son hommage.

## Sources
- « Édouard Thiers », dans Adolphe Robert et Gaston Cougny, Dictionnaire des parlementaires français, Edgar Bourloton, 1889-1891 [détail de l’édition]